# San Agustín Metzquititlán
San Agustín Metzquititlán är en kommun i Mexiko.   Den ligger i delstaten Hidalgo, i den sydöstra delen av landet, 130 km norr om huvudstaden Mexico City. Antalet invånare är 8 558.
Följande samhällen finns i San Agustín Metzquititlán:
- Mezquititlán
- Xoxoteco
- San Francisco
- Milpillas
- Rancho Alegre
- La Capilla
- Barrio Nuevo